# 장규리
장규리(張圭悧, 1997년 12월 27일~)는 대한민국의 배우이다. 오디션 프로그램 《아이돌학교》를 통해 걸 그룹 fromis_9의 멤버로 데뷔해 가수로 활동하면서, 드라마에 출연하기도 했다. 2022년 7월 31일, 소속사와의 계약이 만료되면서 fromis_9을 탈퇴했고, 배우로 전업하였다.

## 생애
서울특별시 은평구 수색동의 직업 군인 집안에서 태어나, 부산 및 의정부 등 여러 곳을 오고 가면서 성장했다. 아버지는 대령으로 예편하셨고, 어머니는 음악 선생님이었다.
낙생고등학교 1학년 때 학교를 중퇴한 후 도미하여 1년 동안 버지니아주 리치먼드에서 유학했다. 귀국 후 고졸 검정고시를 거쳐 동갑들보다 1년 빠른 2015년에 서울예술대학교 연기과로 진학했다.
아이돌학교에 참가하기 전에는 완벽한 아내 등 드라마에 단역으로 출연하였으나, 가수 연습생 경력은 없었다.
2017년 서바이벌 오디션 프로그램 《아이돌학교》에 참가하였고, 9월 30일 마지막 순위 발표식에서 9위로 호명되면서 fromis 9 데뷔조에 포함되었다. 2018년 1월 24일 fromis 9이 공식 데뷔하면서 가수로 데뷔하였다.
데뷔 후 3개월 만에 2018년 서바이벌 오디션 프로그램 《PRODUCE 48》에 다시 참가하였지만, 2018년 8월 24일 방송된 3차 순위 발표식에서 25위로 밀려 파이널 진출에 실패했다. 《PRODUCE 48》에 참가하였기 때문에 fromis 9의 2번째 미니앨범 활동에는 함께 하지 못했으며, 《PRODUCE 48》 출연을 마감한 후 fromis 9에 복귀해 활동했다.
2019년부터는 드라마에 출연하며 배우 활동을 병행하기 시작했다.
2022년 7월 31일, 소속사 플레디스 엔터테인먼트와의 전속계약이 종료되면서, fromis 9을 탈퇴했다.
2024년 6월27일, 소속사 저스트 엔터테인먼트와의 전속계약이 종료되었고 3개월후 새 소속사 나무엑터스와 계약을 체결했다 .

## 출연 작품

### 방송
| 연도 | 방송사 | 제목                     | 역할   | 기간                | 비고                     |
| ---- | ------ | ------------------------ | ------ | ------------------- | ------------------------ |
| 2017 | 엠넷   | 아이돌학교               | 참가자 | 7월 13일 ~ 9월 29일 | 9위(데뷔조)              |
| 2018 | 엠넷   | PRODUCE 48               | 참가자 | 6월 15일 ~ 8월 24일 | 최종 25위 (탈락)         |
| 2019 | MBC    | 미스터리 음악쇼 복면가왕 | 참가자 | 3월 17일            | 봄봄봄 봄이 왔네요~ 봄꽃 |
| 2020 | SBS    | 맛남의 광장              | 게스트 | 12월 3일            |                          |

### 드라마
| 연도 | 방송사 | 제목                         | 역할   | 비고       |
| ---- | ------ | ---------------------------- | ------ | ---------- |
| 2017 | KBS2   | 완벽한 아내                  |        | 월화드라마 |
| 2019 | tvN    | 필수연애교양                 | 강지영 | 웹드라마   |
| 2020 | tvN    | 사이코지만 괜찮아            | 선별   | 토일드라마 |
| 2022 | SBS    | 치얼업                       | 태초희 | 월화드라마 |
| 2024 | TVING  | 피라미드 게임                | 이수민 | 웹드라마   |
| 2024 | tvN    | 플레이어 2 : 꾼들의 전쟁     | 차제이 | 월화드라마 |
| 2024 | tvN    | O'PENing - 아름다운 우리여름 | 최여름 | 단막극     |
| 2024 | MBC    | 지금 거신 전화는             | 나유리 | 금토드라마 |

## 수상 및 후보
| 연도 | 시상식       | 부문                                         | 작품             | 결과 |
| ---- | ------------ | -------------------------------------------- | ---------------- | ---- |
| 2022 | SBS 연기대상 | 여자 신인연기상                              | 치얼업           | 수상 |
| 2022 | SBS 연기대상 | 미니시리즈 코미디·로맨스부문 여자 우수연기상 | 치얼업           | 후보 |
| 2022 | SBS 연기대상 | 베스트 팀워크상                              | 치얼업           | 수상 |
| 2024 | MBC 연기대상 | 여자 신인연기상                              | 지금 거신 전화는 | 후보 |